# Diteilis
Diteilis é um género botânico pertencente à família das orquídeas (Orchidaceae).